# Свобода массовой информации
Свобо́да ма́ссовой информа́ции и её составляющая свобо́да печа́ти — конституционные гарантии независимого функционирования СМИ в отдельно взятой стране. Имеет кардинальное значение для построения демократии и поощрения гражданской активности. Трактуется как право граждан свободно учреждать средства массовой информации и распространять любую печатную продукцию. Одно из старейших конституционно закрепляемых личных прав человека, являющееся составной частью более общего права — свободы информации. Впервые провозглашена во французской Декларации прав человека и гражданина 1789 года.

В демократических странах свобода печати трактуется как частный случай свободы слова и регулируется сходным законодательным пакетом.

## Закрытые для международной прессы регионы
- КНДР
- Мьянма[источник?]
- Западная Новая Гвинея, Индонезия[4]
- Тибет, Китай[5]
- Джамму и Кашмир, Индия[6]
- Вазиристан, Пакистан[7]
- Сомали[источник?]
- Огаден, Эфиопия[источник?]
- Агадес, Нигер[источник?]

## По регионам

### Польша
Законы о свободе прессы проговорены в 1532 году.

### Швеция
Первый в мире акт о свободе прессы принят в 1766 году.

### Дания и Норвегия
В период с 4 сентября 1770 года и 7 октября 1771 года в Датско-Норвежском королевстве была практически отменена цензура, что сразу же спровоцировало интенсивный поток анонимных критических памфлетов и вынудило власти вновь ограничить свободу печати в разумных пределах.

### Индия
В конституции зафиксировано право на свободу речи и выражений без упоминания слова «печать» («пресса») в статье 19(1). Однако подпункт (2) подразумевает ограничения в случаях если высказывания угрожают целостности и независимости страны; ряд законодательных актов
ограничивает свободу печати в рамках борьбы с терроризмом.
Индира Ганди в своей знаменитой речи 1975 года подчеркнула, что «государственный орган останется таковым»
В 90-х наблюдалась существенная либерализация законодательства.

### Россия
В России свобода массовой информации гарантируется 29-й статьёй Конституции.

## Международные организации
- Репортёры без границ учитывает при определении уровня свободы количество убитых журналистов и параметры цензуры.
- Freedom House специализируется на изучении независимости прессы по всему миру и с 1978 года готовит ежегодные доклады «Свобода в мире», в которых анализируется состояние дел с гражданскими свободами в различных государствах и присваиваются соответствующие рейтинги, по которым страны делятся на «свободные», «частично свободные», «несвободные».
- Международная ассоциация по защите свободы слова
- Комитет защиты журналистов регулярно публикует отчёты о нападениях на журналистов (Dangerous Assignments), а также готовит ежегодный доклад Attacks on the Press.
- Electronic Frontier Foundation